# Том Дюмулен
Том Дюмулен (на нидерландски: Tom Dumoulin) е нидерландски колоездач. През 2017 г. става първият холандски колоездач, спечелил Обиколката на Италия. По-късно същата година става шампион на световното бягане по часовник при мъжете.

## Биография
Роден е на 11 ноември 1990 г. Сребърен медалист на олимпийските игри в Рио де Жанейро през 2016 г. Прави дебютът си през 2010 г.